# Maria José Nogueira Pena
Maria José Nogueira Pena (Piumhi, 4 de dezembro de 1901 - Belo Horizonte, 30 de outubro de 2004) foi uma política  brasileira do estado de Minas Gerais. Foi  deputada estadual em Minas Gerais, durante o período de 1967 a 1975 (5ª e 6ª legislaturas), respectivamente pelo PTB e pela ARENA. No ano de 1969, ocupou o posto de 3º secretário da mesa diretora da Assembleia.

Foi casada com o político José Ribeiro Pena, que também foi deputado estadual na Assembleia Legislativa de Minas Gerais, além de vice-governador do Estado. Maria Pena ingressou na política após o marido ter encerrado sua carreira. Foi, juntamente com Marta Nair Monteiro, a primeira mulher a exercer o cargo de deputado em Minas Gerais. No primeiro pleito, teve a quarta maior votação entre os eleitos.

Destacou-se ainda pelo grande empenho em obras e ações de cunho social, diversas delas em Itapecerica, terra natal de seu marido e dela por adoção.